# Eine Laus – Dein Tod
Eine Laus – Dein Tod war der Slogan eines Plakats in den Konzentrationslagern des Deutschen Reichs.
In den Kriegsjahren, vor allem ab der Lagerüberfüllung, kam es zu großen Typhus- und Fleckfieber-Epidemien im Lager Dachau. In den letzten Dezembertagen 1942 beispielsweise begann sich eine Bauchtyphus-Epidemie auszubreiten. Die SS ließ strengere Lauskontrollen als die unten beschriebenen durchführen. Plakate, die eine riesige Laus abbildeten und die Aufschrift  Eine Laus – dein Tod trugen, wurden nun ausgehängt. Die Wohnbaracken wurden desinfiziert. Die Häftlinge mussten sämtliche Kleidung zur Desinfektion ablegen, nackt in das Bad gehen, dort heiß baden und wurden anschließend mit einem Desinfektionsmittel besprüht. Einige der Häftlinge erkrankten bei der radikalen Prozedur, etwa an Lungenentzündung, es kam zu einigen Todesfällen.
Im KZ Mauthausen kam es ebenfalls zu Typhus-Epidemien, auch hier war das Plakat in den Baracken angeschlagen, es zeigte auf gelbem Hintergrund eine große schwarze Laus.
Im Vernichtungslager Auschwitz-Birkenau war der Slogan in unterschiedlichen Versionen an die Wand geschrieben, bzw. auf Plakaten zu lesen, die in den Häftlingsunterkünften angeschlagen waren.

## Lauskontrolle am Beispiel des KZ Dachau
Die Lauskontrolle diente der Vermeidung von Krankheitsübertragungen. Sie wurde von Funktionshäftlingen durchgeführt. Gewöhnlich sah die tägliche Lauskontrolle folgendermaßen aus: Abends, nach der Rückkehr von der Arbeit in die Wohnblocks, wurden meist zwischen 20 Uhr und 20:30 Uhr die Lauskontrollen in den Schlafräumen der Wohnblocks durchgeführt. Die Stubenältesten untersuchten mit Hilfe eines hölzernen Spachtels Achsel-  und Schambehaarung der Häftlinge, Gehilfen überprüften währenddessen die Kleidung der Häftlinge nach Läusen. Fand man Läuse, wurde der Häftling meist geschlagen, ihm wurden dann sämtliche Haare geschoren, danach wurde er im Waschraum mit kaltem Wasser übergossen und mit einer Reisigbürste abgebürstet. Die Häftlinge waren während der Lauskontrolle im Schlafraum versammelt, gleichzeitig säuberten andere Häftlinge die Stuben und weitere leere Räume der Wohnblocks. Um 21 Uhr war in den Wohnblocks Nachtruhe.